# Anna Ramírez
 Anna Ramírez Bauxell (* 14. März 1981 in Vic) ist eine spanische Radrennfahrerin.
2004 wurde Anna Ramírez erstmals spanische Meisterin im Straßenrennen, nachdem sie schon 2001 und 2002 jeweils den zweiten Platz belegt hatte. 2011 und 2012 wurde sie erneut nationale Vize-Meisterin im Straßenrennen, und 2014 errang sie zum zweiten Mal den Titel.
2012 erregte Ramírez öffentliches Aufsehen, als sie einem offenen Brief den Umgang des spanischen Radsportverbandes mit dem Frauensport heftig kritisierte.